# Best Belgian Female Football Player
Best Belgian Female Football Player is een jaarlijks evenement waarbij vier trofees worden uitgereikt aan de beste voetbalspeelsters in de Belgisch voetbalcompetitie in het vorige seizoen. Zij worden sinds 2014 uitgereikt door de Best Belgian Female Football Player vzw in samenwerking met de stad Oostende, de Belgian Footballcoaches en de Liga Vrouwenvoetbal.
De trofees zijn voor de beste speelster (The Sparkle), de beste doelvrouw (Trofee Jean-Marie Pfaff), de beste belofte (Trofee BFC) en de beste doelschutter.

## Edities[4]
De winnaars worden gekozen door de leden van de Liga en 5 deskundigen.
| Seizoen   | Beste Speelster | Beste Doelvrouw | Beste Belofte  | Beste Schutter |
| --------- | --------------- | --------------- | -------------- | -------------- |
| 2014-2015 | Tessa Wullaert  | Nicky Evrard    | Julie Biesmans | /              |
| 2015-2016 | Aline Zeler     | Justien Odeurs  | Tine De Caigny | Lucinda Michez |